# Rohey Malick Lowe
Rohey Malick Lowe   (Banjul, 19 de desembre de 1972) és una política gambiana que ha estat l'alcalde de la capital de Banjul des del maig del 2018 i és la primera dona elegida per al càrrec.

## Inicis i educació
Rohey Malick Lowe va néixer el 19 de desembre de 1971 a Banjul, aleshores conegut com a Bathurst. El seu pare, Alhagie Malick Lowe, va ser alcalde de Banjul del 1981 al 1983. Va assistir a l'escola secundària St Joseph. El 2012 es va traslladar a Europa i va estudiar relacions internacionals a la Universitat de Falun, a Suècia.

## Carrera
Lowe va treballar com a controladora d'aliments i begudes en diversos hotels abans de crear el seu propi negoci, "Wa Kerr Rohey", subministrant a la indústria hotelera materials de neteja. Es va convertir en membre del Partit Socialdemòcrata mentre vivia i estudiava a Suècia i va formar part del comitè de benestar infantil del municipi de Nyköping.
Lowe va tornar a Gàmbia el 2017 i va ser membre fundador del Partit Demòcrata Unit. Va ser seleccionada com a candidata de la UDP a l'alcaldia de Banjul i en la seva campanya va parlar d'un "abandonament de vint-i-dos anys" de la ciutat que estava "en mal estat".
Lowe va ser elegida alcaldessa de Banjul el 12 de maig de 2018, la primera dona que va ocupar el càrrec des de la creació de la ciutat el 1816. Les eleccions van ser les primeres que es van fer a l'alcaldia des de la destitució del president Yahya Jammeh el desembre del 2016. Lowe va derrotar altres vuit candidats, inclòs el titular Abdoulie Bah i una altra dona, Lizzie Eunson, una banquera que es presentava com a independent. La Comissió Electoral Independent va certificar el resultat, descrivint les eleccions com a lliures, justes i transparents, tot i la baixa participació dels votants. Lowe va rebre 2.836 vots contra els 2.292 de Bah i els 1.576 d'Eunson. Lowe va dir que les seves principals prioritats incloïen el sanejament, l'economia municipal i la infraestructura pública. En declaracions a la seva presa de possessió, va dir que, malgrat ser membre d'un partit polític, "l'Ajuntament de Banjul mai més tornarà a ser una ala estesa de cap partit polític".
El desembre de 2018, Lowe va ser nominada al Congrés per substituir Tombong Saidy, però va retirar la seva candidatura després d'una tèbia resposta dels delegats.
El març de 2019, Lowe assigna 10 milions D dels seus propis diners per a la Iniciativa d'Empoderament Rohey Malick Lowe de les dones i nenes en cooperació amb Guarantee Trust Bank en el compliment d'una promesa de campanya per potenciar a les dones de Banjul.
El març de 2019, Freedom Newspaper va informar que Lowe havia estat empresonada a Alemanya als anys vuitanta per "presumptes problemes relacionats amb les drogues", i que posteriorment va participar en litigis després d'acusar un director de la presó d'agressió sexual. Lowe va respondre dient: "Vaig veure el diari que circulava. Si la persona que va escriure la història entén l'alemany, sabrà que no he fet res dolent. Em van violar. No vaig a dignificar el que diuen".

## Vida personal
Lowe es va casar amb Mboge Saidykhan, oficial de protocol i assistència social a l'ambaixada de Gàmbia a Washington DC, el 12 de maig de 2019. Anteriorment estava divorciada. Lowe és musulmana i parla anglès, suec, mandinkà i wòlof.